# Pierre Mourain
Pierre Mourain, seigneur de La Guérivière (29 février 1740, Bourgneuf-en-Retz - 24 mars 1793 dans la même ville), est un avocat et homme politique français.

## Biographie
Fils de Pierre Mourain, natif du Bas-Poitou, notaire et procureur au duché de Retz, receveur du duc de Penthièvre, et de Juliette Rousseau, il était avocat à Bourgneuf et contrôleur des actes avant la Révolution. 
Il devint maire de Bourgneuf en 1789 et administrateur du département en 1790.
Élu, le 1er septembre 1791, député de la Loire-Inférieure à l'Assemblée législative, le 1er sur 8, il siégea dans la majorité et fut membre du comité des assignats et monnaies. 
Inquiété par les excès de la Révolution, il abandonna alors ses fonctions et démissionna de ses fonctions de député, le 20 septembre 1792, avec l'intention de se consacrer à l'agriculture.
Après la session, il vivait à Bourgneuf, dont il était toujours maire, lorsque débute la guerre de Vendée. Le 12 mars 1793, Bourgneuf-en-Retz est occupée par les insurgés et Pierre Mourain est arrêté, ainsi que treize autres patriotes. Le 24 mars, le chef vendéen Louis-François Ripault de La Cathelinière s'installe à Bourgneuf avec 600 hommes et fait fusiller trois à douze personnes. Pierre Mourain est lui-même abattu d'un coup de pistolet tiré par La Cathelinière.

## Sources
- « Pierre Mourain », dans Adolphe Robert et Gaston Cougny, Dictionnaire des parlementaires français, Edgar Bourloton, 1889-1891 [détail de l’édition]